# Indonesische Badmintonnationalmannschaft
Die indonesische Badmintonnationalmannschaft repräsentiert Indonesien in internationalen Badmintonwettbewerben. Indonesien ist eine der führenden Nationen im Badmintonsport und bei Welt- und Kontinentalmeisterschaften überaus erfolgreich. Neben den unten aufgeführten Erfolgen gewann das Herrenteam 1997 den Asia Cup.

## Teilnahme an Weltmeisterschaften
| Thomas Cup - Thomas Cup 1958 – Sieger - Thomas Cup 1961 – Sieger - Thomas Cup 1964 – Sieger - Thomas Cup 1967 – Finalist - Thomas Cup 1970 – Sieger - Thomas Cup 1973 – Sieger - Thomas Cup 1976 – Sieger - Thomas Cup 1979 – Sieger - Thomas Cup 1982 – Finalist - Thomas Cup 1984 – Sieger - Thomas Cup 1986 – Finalist - Thomas Cup 1988 – 3. - Thomas Cup 1990 – Halbfinalist - Thomas Cup 1992 – Finalist - Thomas Cup 1994 – Sieger - Thomas Cup 1996 – Sieger - Thomas Cup 1998 – Sieger - Thomas Cup 2000 – Sieger - Thomas Cup 2002 – Sieger - Thomas Cup 2004 – Halbfinalist - Thomas Cup 2006 – Halbfinalist - Thomas Cup 2008 – Halbfinalist - Thomas Cup 2010 – Finalist | Uber Cup - Uber Cup 1963 – 3. - Uber Cup 1966 – 4. / 5. - Uber Cup 1969 – Finalist - Uber Cup 1972 – Finalist - Uber Cup 1975 – Sieger - Uber Cup 1978 – Finalist - Uber Cup 1981 – Finalist - Uber Cup 1984 – Gruppenphase - Uber Cup 1986 – Finalist - Uber Cup 1988 – 3. - Uber Cup 1990 – Halbfinalist - Uber Cup 1992 – Halbfinalist - Uber Cup 1994 – Sieger - Thomas Cup 1996 – Sieger - Uber Cup 1998 – Finalist - Uber Cup 2000 – Halbfinalist - Uber Cup 2002 – Halbfinalist - Uber Cup 2004 – Viertelfinalist - Uber Cup 2006 – nicht qualifiziert - Uber Cup 2008 – Finalist - Uber Cup 2010 – Halbfinalist | Sudirman Cup - Sudirman Cup 1989 – Sieger - Sudirman Cup 1991 – Finalist - Sudirman Cup 1993 – Finalist - Sudirman Cup 1995 – Finalist - Sudirman Cup 1997 – Halbfinalist - Sudirman Cup 1999 – Halbfinalist - Sudirman Cup 2001 – Finalist - Sudirman Cup 2003 – Halbfinalist - Sudirman Cup 2005 – Finalist - Sudirman Cup 2007 – Finalist - Sudirman Cup 2009 – Halbfinalist |

## Kontinentalwettbewerbe

### Asienspiele
| Männer - 1962 – Sieger - 1970 – Sieger - 1974 – Finalist - 1978 – Sieger - 1982 – Finalist - 1986 – Halbfinalist - 1990 – Halbfinalist - 1994 – Sieger - 1998 – Sieger - 2002 – Finalist - 2006 – Halbfinalist - 2010 – Halbfinalist | Frauen - 1962 – Sieger - 1966 – Halbfinalist - 1970 – Halbfinalist - 1974 – Finalist - 1978 – Finalist - 1986 – Halbfinalist - 1990 – Finalist - 1994 – Finalist - 1998 – Halbfinalist - 2010 – Halbfinalist |

### Südostasienspiele
| Männer - Südostasienspiele 1977 – Sieger - Südostasienspiele 1979 – Sieger - Südostasienspiele 1981 – Sieger - Südostasienspiele 1983 – Sieger - Südostasienspiele 1985 – Sieger - Südostasienspiele 1987 – Sieger - Südostasienspiele 1989 – Finalist - Südostasienspiele 1991 – Finalist - Südostasienspiele 1993 – Sieger - Südostasienspiele 1995 – Sieger - Südostasienspiele 1997 – Sieger - Südostasienspiele 1999 – Sieger - Südostasienspiele 2001 – Finalist - Südostasienspiele 2003 – Sieger - Südostasienspiele 2005 – Finalist - Südostasienspiele 2007 – Sieger - Südostasienspiele 2009 – Sieger - Südostasienspiele 2011 – Sieger | Frauen - Südostasienspiele 1977 – Sieger - Südostasienspiele 1979 – Sieger - Südostasienspiele 1981 – Sieger - Südostasienspiele 1983 – Sieger - Südostasienspiele 1985 – Sieger - Südostasienspiele 1987 – Sieger - Südostasienspiele 1989 – Sieger - Südostasienspiele 1991 – Sieger - Südostasienspiele 1993 – Sieger - Südostasienspiele 1995 – Sieger - Südostasienspiele 1997 – Sieger - Südostasienspiele 1999 – Sieger - Südostasienspiele 2001 – Sieger - Südostasienspiele 2003 – Halbfinale - Südostasienspiele 2005 – Halbfinale - Südostasienspiele 2007 – Sieger - Südostasienspiele 2009 – Finalist - Südostasienspiele 2011 – Finalist |

### Axiata Cup
Männer
Axiata Cup 2012 – Sieger

## Bekannte Nationalspieler
| Männer - Taufik Hidayat - Sony Dwi Kuncoro - Simon Santoso - Dionysius Hayom Rumbaka - Markis Kido - Hendra Setiawan - Mohammad Ahsan - Alvent Yulianto - Hendra Gunawan - Nova Widianto | Frauen - Maria Kristin Yulianti - Adriyanti Firdasari - Maria Febe Kusumastuti - Lindaweni Fanetri - Liliyana Natsir - Nitya Krishinda Maheswari - Anneke Feinya Agustin - Greysia Polii - Meiliana Jauhari - Shendy Puspa Irawati |

## Referenzen
- smash – badminton site auf tangkis.tripod.com (Memento vom 14. Dezember 2006 im Internet Archive)
- Mike’s Badminton Populorum